# Столинсько-Смолярська сільська рада
Столинсько-Смолярська сільська рада — колишня адміністративно-територіальна одиниця та орган місцевого самоврядування в Любомльському районі Волинської області (Україна) з адміністративним центром у селі Столинські Смоляри.
Припинила існування 14 листопада 2017 року через об'єднання в Рівненську сільську територіальну громаду Волинської області. Натомість утворено Столинсько-Смолярський старостинський округ при Рівненській сільській громаді.

## Населені пункти
Сільській раді підпорядковувались населені пункти:
- с. Столинські Смоляри
- с. Будники
- с. Гороховище
- с. Рогові Смоляри

## Склад ради
Рада складалась з 16 депутатів та голови.

### Керівний склад ради
| ПІБ                        | Основні відомості                                                                                                | Дата обрання | Дата звільнення |
| -------------------------- | --- | ------------ | --------------- |
| Корнелюк Анатолій Іванович | Сільський голова, 1960 року народження, освіта, безпартійний                                                     | 26.03.2006   | 31.10.2010      |
| Козачук Микола Адамович    | Сільський голова, 1971 року народження, освіта середня спеціальна, член Всеукраїнського об'єднання «Батьківщина» | 31.10.2010   |                 |

Примітка: таблиця складена за даними джерела

## Населення
За переписом населення України 2001 року в сільській раді мешкало 1247 осіб.

### Мова
Розподіл населення за рідною мовою за даними перепису 2001 року:
| Мова       | Відсоток |
| ---------- | -------- |
| українська | 99,52 %  |
| російська  | 0,40 %   |
| молдовська | 0,08 %   |